# Paim Filho

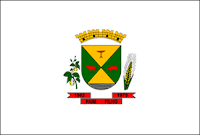
Bandera de la ciudad de Paim Filho, Rio Grande do Sul, Brasil.

Paim Filho es un municipio brasileño del estado de Rio Grande do Sul.
Se encuentra ubicado a una latitud de 27º42'38" Sur y una longitud de 51º45'38" Oeste, estando a una altitud de 576 metros sobre el nivel del mar. Su población estimada para el año 2004 era de 4.542 habitantes.
Ocupa una superficie de 175,65 km².
- Datos: Q1784411
- Multimedia: Paim Filho / Q1784411